# Wigmar Pedersen
Wigmar Ingers Edvart Pedersen (9. oktober 1946 i Aarhus) er en tidligere dansk atlet.
Wigmar Pedersen, som var medlem af AGF, deltog i sit første store mesterskab ved EM 1971. Året efter ved OL i 1972 i München på 3000 meter forhindring, hvor han blev slået ud i indledende heat med tiden 9:03,0. Han vandt seks danske mesterskaber på distancen.
Wigmar Pedersen er uddannet bygningsingeniør og exam. assurandør fra Forsikringsakademiet og har været ansat i Gartnernes Forsikring siden 1987. 

## Internationale mesterskaber
- 1972 OL 3000 meter forhindring 9:03,0
- 1971 EM 3000 meter forhindring 8:36.8

## Danske mesterskaber
- Guld 1972  3000 meter forhindring  1  8:49.0
- Sølv 1972  5000 meter 14:39.4
- Guld 1971  3000 meter forhindring  8:42.0
- Guld 1970  3000 meter forhindring  8:57.6
- Guld 1969  3000 meter forhindring  9:10.6
- Guld 1968  3000 meter forhindring  9:13.0
- Guld 1967  3000 meter forhindring  9:01.0
- Sølv 1966  3000 meter forhindring  9:09.6

Junior -20 år
- Guld 1966  3000 meter  8:39.8

## Personlig rekord
- 3000 meter forhindring :8.30.8 1972